# Dicranomyia (Dicranomyia) veda
Dicranomyia (Dicranomyia) veda is een tweevleugelige uit de familie steltmuggen (Limoniidae). De soort komt voor in het Oriëntaals gebied.